# Silke Göttsch-Elten
Silke Göttsch-Elten (* 8. Mai 1952 in Neustadt in Holstein) ist eine deutsche Volkskundlerin.

## Studium und Beruf
Silke Göttsch-Elten studierte 1971 bis 1977 Volkskunde, Mittelalterliche und Neuere Geschichte und Nordistik an der Universität Kiel und schloss mit dem Magister Artium (Hauptfach Volkskunde) ab. 1980 folgte die Promotion mit einer Dissertation über Stapelholmer Volkskultur. Im Anschluss absolvierte sie ein Wissenschaftliches Volontariat am Württembergischen Landesmuseum Stuttgart. 
Von 1981 bis 1982 war sie Wissenschaftliche Mitarbeiterin an einem VW-Forschungsprojekt und danach Hochschulassistentin an der Universität Kiel. 1989 habilitierte sie sich dort mit der Schrift „Alle für einen Mann …“: Leibeigene und Widerständigkeit in Schleswig-Holstein im 18. Jahrhundert. 
Von 1991 bis 1995 war Göttsch-Elten Professorin für Volkskunde an der Universität Freiburg, seit 1995 ist sie Professorin für Volkskunde an der Universität Kiel. 
1999 bis 2003 war sie Vorsitzende der Deutschen Gesellschaft für Volkskunde. Von 2003 bis 2007 war sie mit Reinhard Johler Herausgeber der Zeitschrift für Volkskunde. Beiträge zur Kulturforschung. Seit 2008 ist Silke Göttsch-Elten Ordentliches Mitglied der Akademie der Wissenschaften in Hamburg.

## Schriften (Auswahl)
- Beiträge zum Gesindewesen in Schleswig-Holstein 1740–1840. Wachholtz, Neumünster 1978, ISBN 3-529-02452-X.
- Stapelholmer Volkskultur. Aufschlüsse aus archivalischen Quellen. Wachholtz, Neumünster 1981, ISBN 3-529-02457-0.
- „Alle für einen Mann …“: Leibeigene und Widerständigkeit in Schleswig-Holstein im 18. Jahrhundert. Wachholtz, Neumünster 1991, ISBN  	 3-529-02473-2.
- Methoden der Volkskunde. Positionen, Quellen, Arbeitsweisen der Europäischen Ethnologie. 2. überarb. Aufl. Mit-Hrsg. Albrecht Lehmann, Reimer, Berlin 2007, ISBN 978-3-496-02796-6.
- mit Tillmann Bendikowski, Rainer Hering: Wem gehört die Geschichte? Das Landesarchiv Schleswig-Holstein 1870-2020, Wallstein, Göttingen 2025, ISBN 978-3-8353-5731-0.